# Matija Vojsalić Hrvatinić
Matija Vojsalić Hrvatinić (oko 1430. – nakon 1480.), drugi i posljednji osmanski bosanski vazalni kralj od 1471. do 1476. godine.

## Životopis
Matija je rođen oko 1430. godine, najvjerojatnije u tvrđavi Ključ na Sani. Otac mu je bio Dragiša Hrvatinić, a majka izvjesna Jelica. Matija Vojsalić je bio praunuk Vojislava Hrvatinića, brata Hrvoja Vukčića Hrvatinića. Imao je tri brata i jednu sestru i to: Grgura, koji je pogubljen u Jajcu 5. lipnja 1463. godine; Nikolu, koji je umro prije 1453. i Pavla. 
Živio je sa svojom obitelji u Donjim Krajevima do 1463. godine. U vrijeme pada Bosanskog kraljevstva Matija je s oko 500 plemića bio odveden u Carigrad, gdje se Matija svidio sultanu Mehmedu II. Osvajaču i kao nagradu sultan mu je dao Bosnu na upravu. Na toj poziciji, koja je nosila malo pravih ovlasti, naslijedio je Matiju Radivojevića Kotromanića. Ugarski kralj Matija Korvin je bosanskim kraljem proglasio Nikolu Iločkog.
Vojsalić je smijenjen 1476. godine zbog stvaranja urote s Ugarima protiv Osmanskog Carstva. Tada se posljednji put spominje, i to u dubrovačkim zapisima. Posljednji je poznati član obitelji Hrvatinića.

## Vanjske poveznice
- Hrvatinići

| Prethodnik:        | Bosanski kralj 1471. – 1476. | Nasljednik:   |
| Matija Radivojević | Bosanski kralj 1471. – 1476. | Nikola Iločki |